# Speed of the Wind
El Speed of the Wind (Velocidad del Viento) fue un automóvil diseñado para batir récords de velocidad en la década de 1930, concebido y pilotado por el capitán George Eyston.

## Historia
El vehículo fue construido por el padre de Tom Delaney, siguiendo el diseño de Eyston y de Ernest Eldridge. Estaba impulsado por una versión sin compresor del motor de aviación V-12 Rolls-Royce Kestrel.
Era un coche demasiado grande y pesado para los circuitos de carreras, pero su potencia todavía no alcanzaba los estándares de los vehículos diseñados para batir récords absolutos de velocidad pura. Estaba diseñado para las pruebas de resistencia más que para demostraciones de potencia máxima. Utilizar un motor sobrealimentado, con el combustible y la tecnología de materiales de la época, nunca habría permitido garantizar su duración. 
Este motor en particular era de segunda mano: Rolls-Royce lo había utilizado anteriormente para accionar una turbina en una cámara de prueba de motores. Al buscarse un uso a largo plazo a nivel del suelo, en una atmósfera más densa que cuando el motor funciona en un avión a gran altura, se decidió prescindir del habitual compresor Kestrel.
En el carenado, la característica distintiva del coche eran sus dos pequeñas "fosas nasales", sus faros y sus tomas de aire. Este diseño producía una menor resistencia al aire que el típico carenado con un radiador de panel plano. El motor era refrigerado por un radiador de superficie, que envolvía la parte superior de la carrocería, justo por delante del conductor.
Durante las pruebas, el Speed of the Wind posiblemente pudo haber corrido, aunque no competido, en Brooklands o en Montlhery.

## Récords
El Speed of the Wind se construyó para lograr registros de velocidad sostenida, el ámbito propio de Ab Jenkins y el salar de Bonneville en Utah. Jenkins era un gran aficionado a estas competiciones, y fue un personaje clave para que los equipos británicos se animasen a viajar a Bonneville.

### 1935
En septiembre de 1935, poco después del registro de Campbell de 300 mph con el Blue Bird, Eyston batió el registro de las 24 horas de Jenkins, situándolo en un promedio de 140.52 mph (226.15 km/h).

### 1936
Para la temporada  de 1936, Jenkins creó el Mormon Meteor, instalando un motor Curtiss Conqueror V12 en su chasis Duesenberg anterior. Eyston regresó a la competición, con Ernest Eldridge como director de equipo, y su colega de Brooklands, John Cobb en el Napier-Railton, como otro competidor.
Eyston estableció los primeros registros, promediando 149.096 mph (239.947 km/h) en 24 horas y 136.34 mph (219.42 km/h) en 48 horas.
El Mormon Meteor hizo su primer intento, batiendo el récord de velocidad media de las 12 horas, con una marca de 152.84 mph (245.97 km/h), pero teniendo que retirarse por un problema mecánico. John Cobb pudo superar el registro de Eyston de las 24 horas, dejándolo en 150.163 mph (241.664 km/h), pero no intentó el récord de las 48 horas.
En su segundo intento, el Mormon Meteor consiguió registrar una marca homologable, y un equipo de dos conductores alcanzó velocidades medias de 153.823 mph (247.554 km/h) en las 24 horas y de 148.641 mph (239.215 km/h) en las 48.

## Desaparición
Los restos del coche fueron destruidos por los bombardeos alemanes durante la Segunda Guerra Mundial.

## Modelos

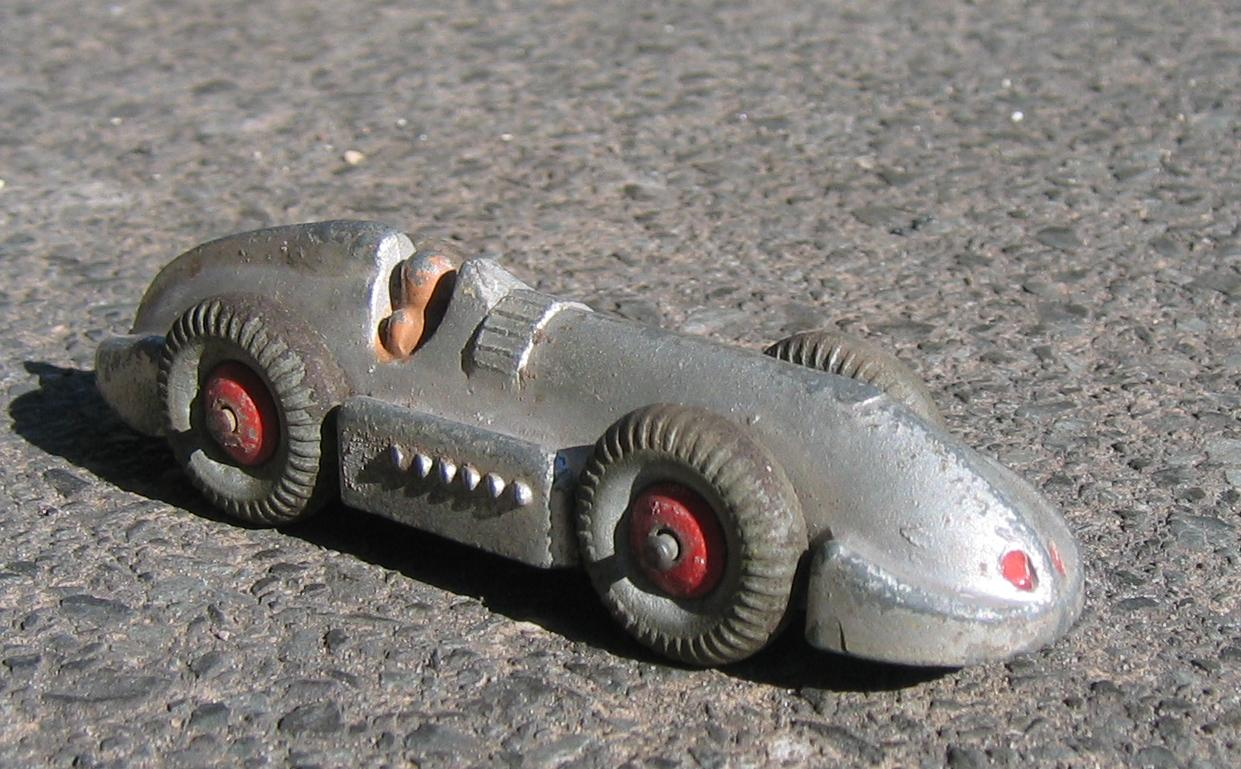
Modelo Dinky Toys anterior a la Segunda Guerra Mundial

Meccano y Dinky Toys produjeron modelos del coche, tanto antes como después de la guerra. Tommy Doo Toys y Johillco también fabricaron modelos a escala de este coche.